# Playa de El Embayo
Las playa de El Embayo se encuentra en el concejo asturiano de Avilés, España, y pertenece a la localidad de Nieva. El grado de urbanización y de ocupación son altos y su entorno es industrial. El lecho tiene pequeñas zonas de arenas de grano fino y de color tostado. Las bajadas peatonales son muy fáciles. Los grados de urbanización y ocupación son muy bajos.
Pertenece a la Costa Central asturiana, la cual, salvo casos contados no presenta playas con protección medioambiental.
Para acceder a esta playa hay que localizar los núcleos más cercanos que son Nieva y Zeluán. El nombre popular por el que suele ser conocida esta zona es la  Cola de Caballo puesto que es el nombre de la formación rocosa por la que se pasa, incluyendo un corto túnel de unos 10 m y va hacia el faro de san Juan desde el enclave de Zeluán. Está en una desembocadura fluvial, no tiene ningún servicio y solo se recomienda como actividad de recreo la pesca a caya ya que el baño en la ría no es recomendable.